# Ксавиер Чаморо Карденал
Ксавиер Чаморо Карденал е никарагуански журналист и издател.

## Биография
Роден е в столицата Манагуа, в известното семейство Чаморо. Прадядо му е 39-ият президент на Никарагуа Педро Хоакин Чаморо Карденал, а целият му род са потомствени журналисти.
В детските си години е отгледан от баба си, защото родителите му са изгонени от страната от диктатора Анастасио Сомоса Гарсия. Завършва инженерство в Чикаго.
Започва работа в семейния „Ла Пренса“ – най-големия вестник в Никарагуа, където главен редактор е брат му Педро Хоакин Чаморо, известен опозиционен лидер. След убийството на брат му от диктаторския режим на Анастасио Сомоса Дебайле през 1978 г. той напуска вестника с по-голямата част (80 %) от персонала.
Основава новия вестник „Ел Нуево Диарио“. Поддържа опозиционната сандинистка партия, докато старият „Ла Пренса“ следва линията на режима и подкрепящите го САЩ. Успява да утвърди „Ел Диарио Нуево“ сред водещите 2 вестника в Никарагуа и до смъртта си остава негов главен редактор.
Женен, има 5 деца. Виолета Чаморо, съпруга на брат му Педро Хоакин Чаморо, също журналистка и политичка, служи като президент на Никарагуа в периода 1990 – 1997 г.